# Paul M. Oliver
Paul M. Oliver est un herpétologiste australien qui travaille au South Australian Museum à Adélaïde.

## Quelques taxons décrits
- Cophixalus misimae Richards & Oliver, 2007
- Diplodactylus calcicolus Hutchinson, Doughty & Oliver, 2009
- Diplodactylus wiru Hutchinson, Doughty & Oliver, 2009
- Hylophorbus rainerguentheri Richards & Oliver, 2007
- Litoria dux Richards & Oliver, 2006
- Litoria fuscula Oliver & Richards, 2007
- Litoria gasconi Richards, Oliver, Krey & Tjaturadi, 2009
- Litoria hunti Richards, Oliver, Dahl & Tjaturadi, 2006
- Litoria purpureolata Oliver, Richards, Tjaturadi & Iskandar, 2007
- Litoria robinsonae Oliver, Stuart-Fox & Richards, 2008
- Litoria sauroni Richards & Oliver, 2006
- Litoria spartacus Richards & Oliver, 2006

 Oliver  est l’abréviation habituelle de Paul M. Oliver en zoologie.

Consulter la liste des abréviations d'auteur en zoologie ou la liste des taxons zoologiques assignés à cet auteur par ZooBank